# Chen Zhaopi
Dans ce nom, le nom de famille, Chen, précède le nom personnel.
Chen Zhaopi (chinois simplifié : 陈照丕), également connu sous le nom de Chen Jifu (chinois simplifié : 陈绩甫), né le 8 avril 1893 et mort le 30 décembre 1972, est un maître de tai-chi-chuan chinois de la 18e génération du style Chen. Il organise la renaissance de cette boxe au milieu du XXe siècle au sein de son village d'origine, Chenjiagou. Il est le professeur de maîtres réputés de la 19e génération tels que Chen Qingzhou, Chen Xiaowang, Chen Zhenglei, Wang Xian, et Zhu Tiancai.

## Biographie

### Pérégrinations en Chine
Chen Zhaopi est le fils de Chen Dengke, mais il suit aussi l'enseignement martial des maîtres Chen Yanxi, Chen Xin, et Chen Fake. A 21 ans, il se rend dans le Gansu et le Hebei pour des raisons professionnelles. Sept ans plus tard, il revient dans le Henan et enseigne le tai-chi-chuan au sein de la Société d'Arts Martiaux de Wenxian. En 1928, il se rend à Pékin pour y enseigner (après avoir relevé une centaine de défis sur une estrade pendant 17 jours). En 1930, il est invité à Nankin, où il devient notamment instructeur honoraire de l'Institut Central de Guoshu. À la suite de l'arrivée des troupes japonaises en décembre 1937, il retourne dans le Henan et participe activement à la résistance ; il sera élevé au rang de commandant en 1940. Il se rend alors à Luoyang, puis enseigne à Xi'an (en 1942) et à Kaifeng (après la fin de la Seconde Guerre mondiale).

### Renaissance du tai-chi-chuan à Chenjiagou
Chen Zhaopi prend sa retraite en 1958. Il prend alors la décision de retourner à Chenjiagou, où la pratique du tai-chi-chuan s'est tarie depuis son départ et celui de Chen Fake en raison de la famine et de la guerre. Il entreprend alors de former une trentaine de villageois, quels que soient leur nom, âge et sexe, incluant notamment Chen Qingzhou, Chen Xiaowang, Chen Zhenglei (son neveu), Wang Xian, et Zhu Tiancai. En 1960, il reçoit le titre officiel de « haute personnalité de taijiquan de toute la Chine »,.

### Période de la Révolution culturelle
Chen Zhaopi est persécuté durant la Révolution culturelle en tant que propriétaire terrien et ex-collaborateur avec le Kuomintang. Celle-ci se donnant notamment pour objectif de mettre fin aux Quatre vieilleries, l'enseignement du tai-chi-chuan à Chenjiagou est officiellement suspendu (mais se poursuit en secret). Les brimades qu'il subit au cours de séances d'autocritiques le conduisent même à une tentative de suicide au printemps 1967,. À la fin de la Révolution culturelle, l'interdiction de pratiquer est levée.

### Contributions au tai-chi-chuan style Chen
En 1972, Chen Zhaopi est l'instructeur principal pour la première compétition organisée dans le district de Dengfeng de la province du Henan,.
Sur le plan technique, Chen Zhaopi est un maître d'armes réputé. Chen Zhaokui, le fils de Chen Fake, viendra à sa rencontre pour suivre son enseignement. On lui attribue notamment la création de l'enchaînement aux épées-jumelles et l'extension de l'enchaînement de sabre.
Il est par ailleurs l'auteur de plusieurs ouvrages consacrés au style Chen. On peut notamment citer A la source du style Chen de Taiji quan (Chenshi Taiji quan huizong 陈氏太極拳滙宗), publié en 1935, dans lequel est illustré l'enchaînement à mains nues en 74 mouvements. Sur le plan théorique, ce livre s'inspire en partie de l'ouvrage de référence du style Chen écrit par Chen Xin.